# Błonie (Bydgoszcz)

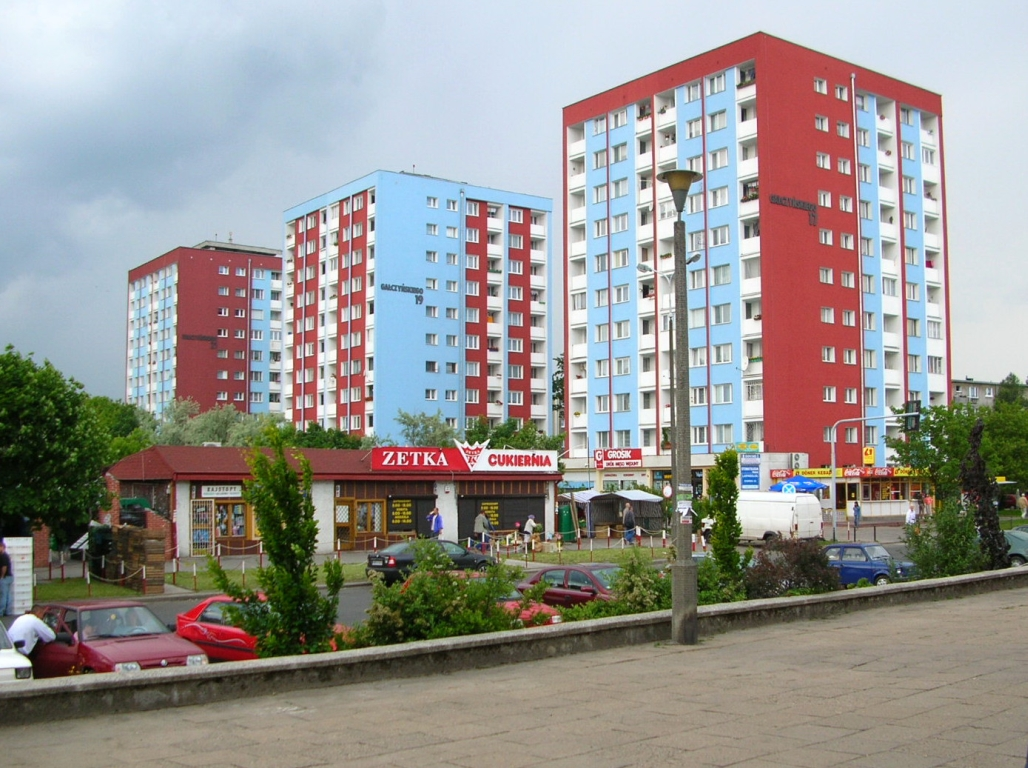
Punktowce przy ul. Gałczyńskiego

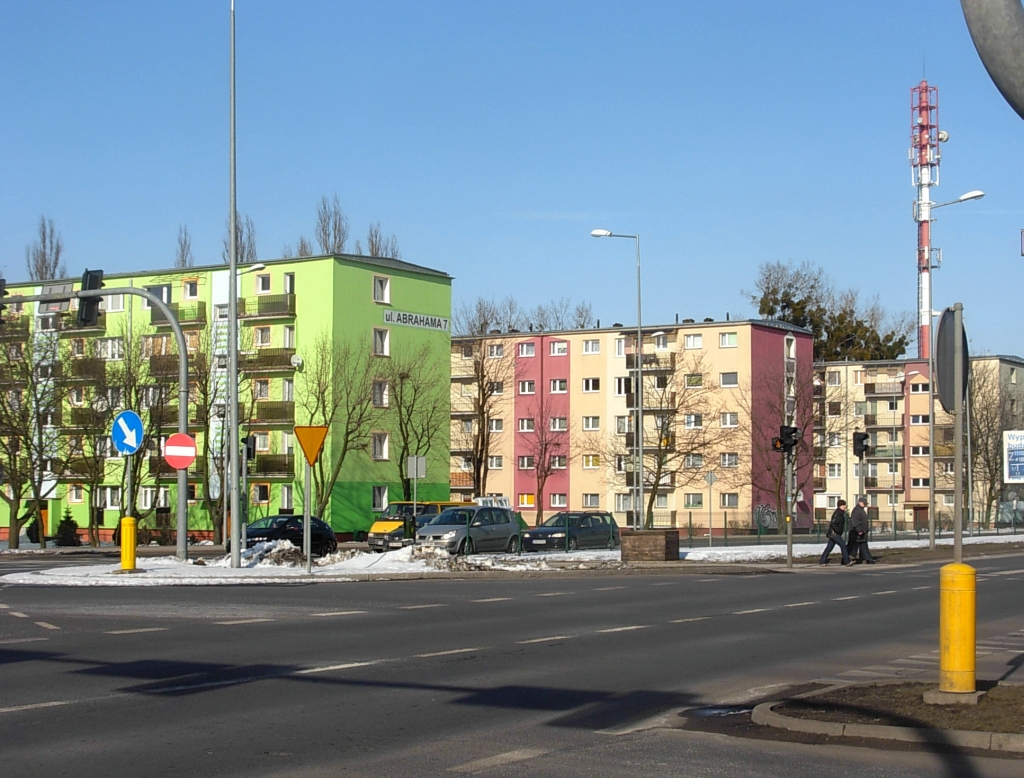
Zabudowa przy ul. Szubińskiej

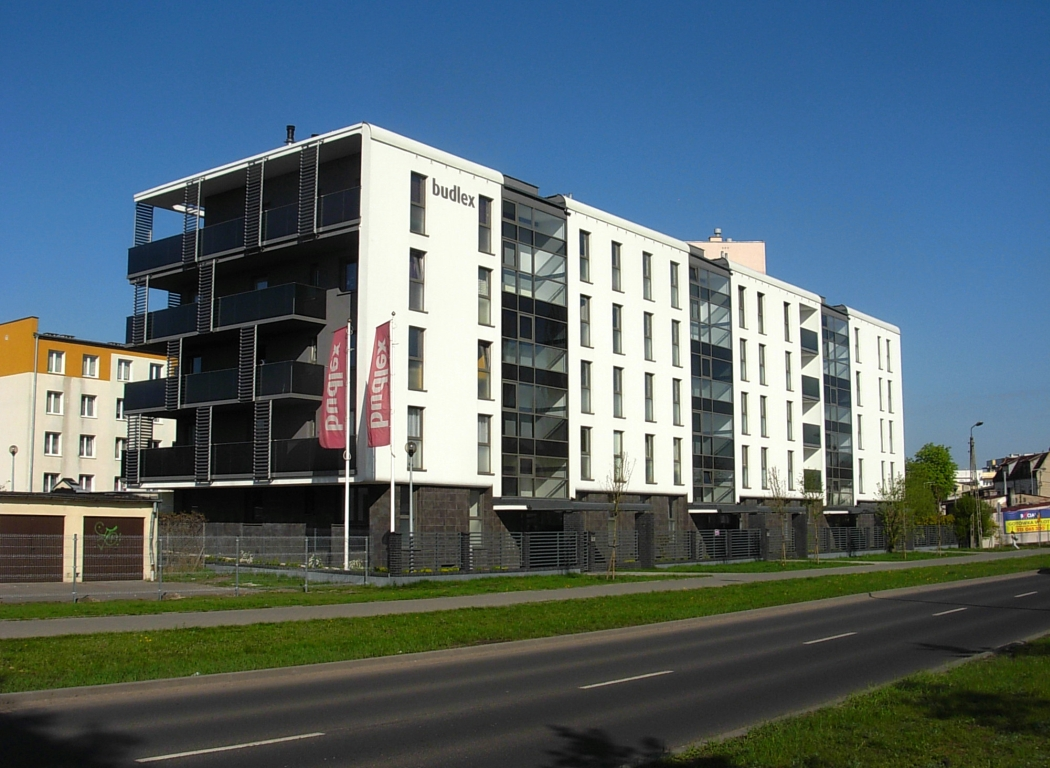
Zabudowa przy ul. Koszarowej

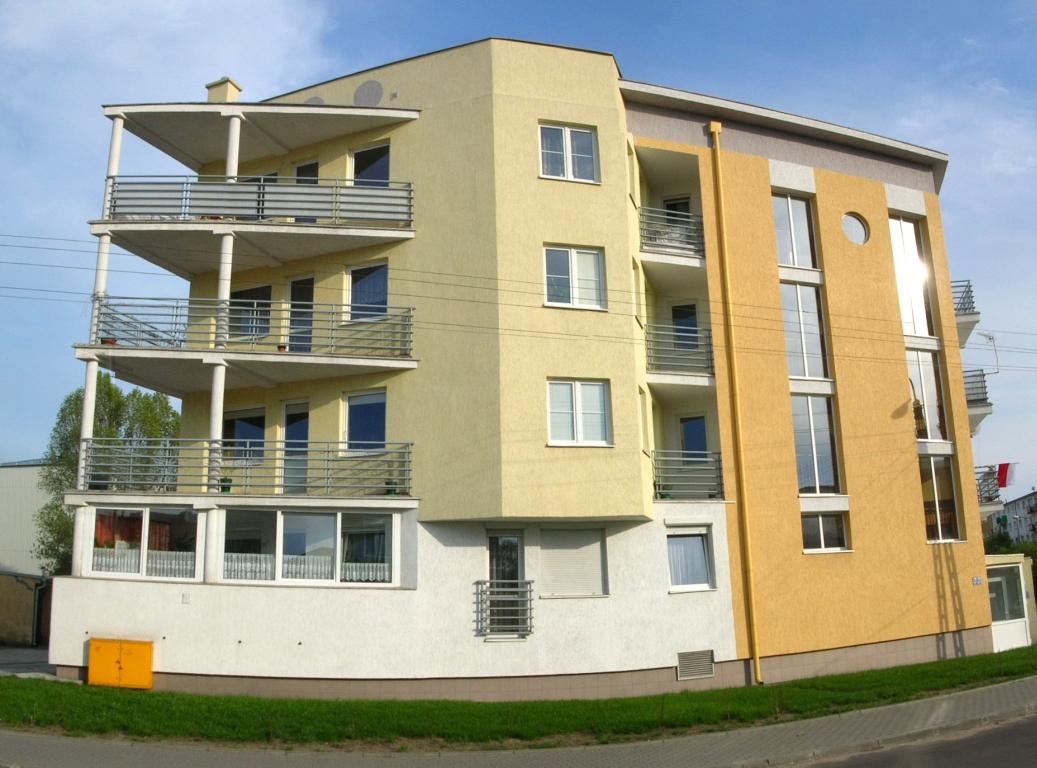
Nowa zabudowa

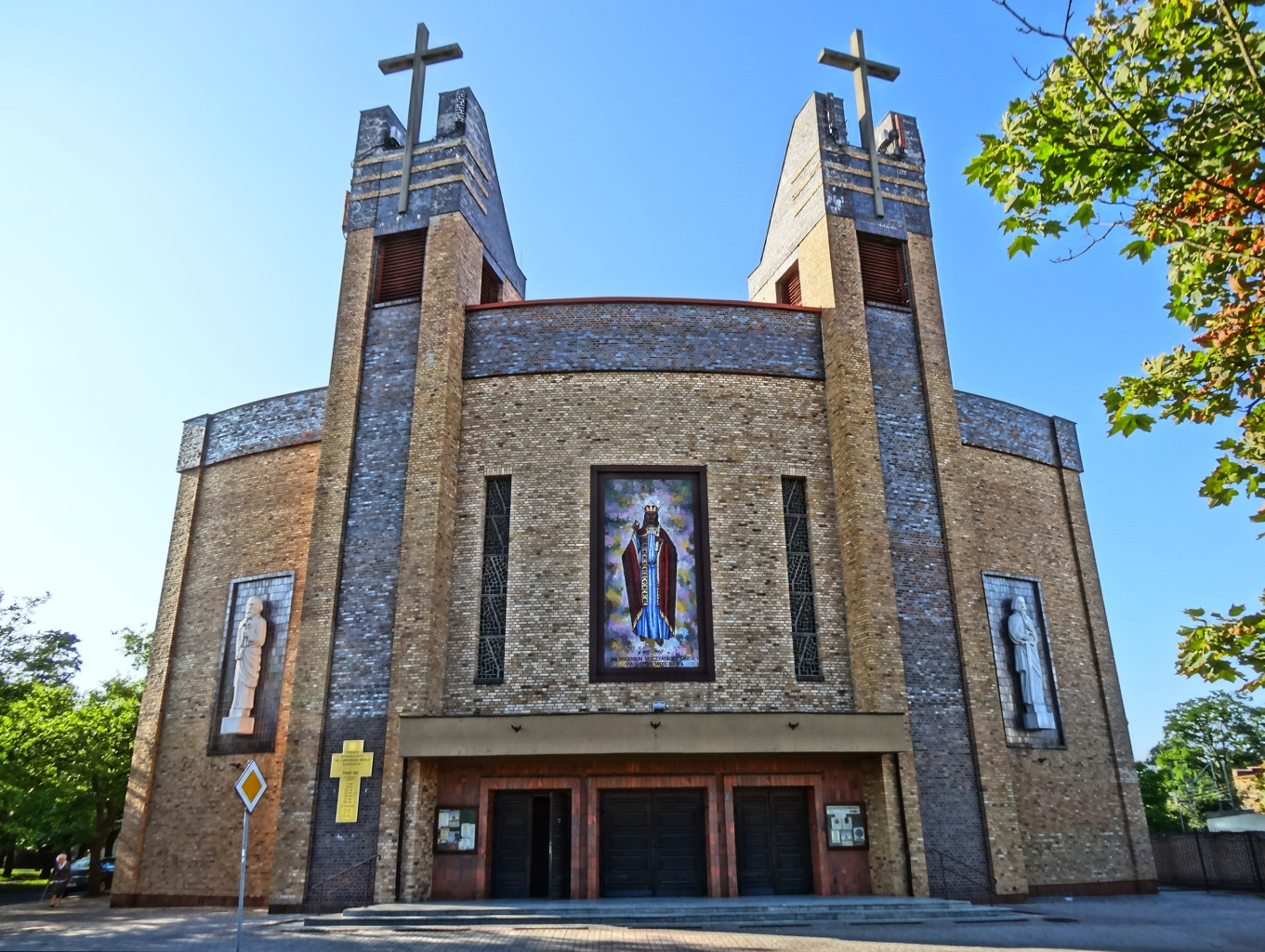
Kościół parafialny Chrystusa Króla

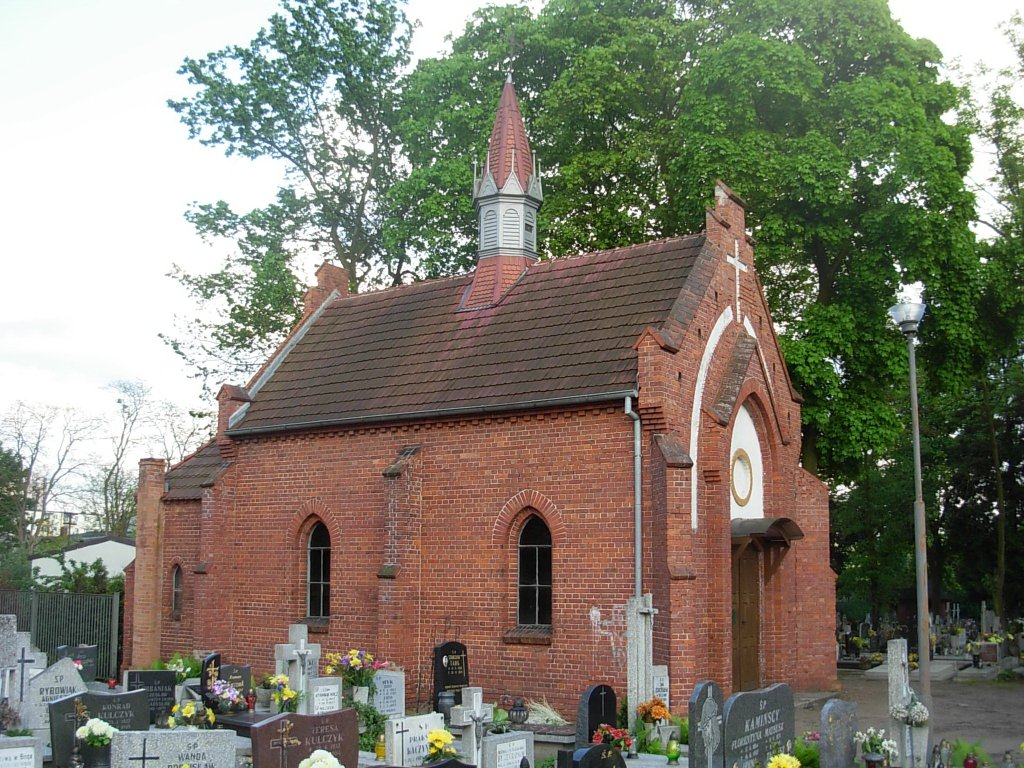
Zabytkowa, poewangelicka kaplica w części komunalnej cmentarza Trójcy Świętej

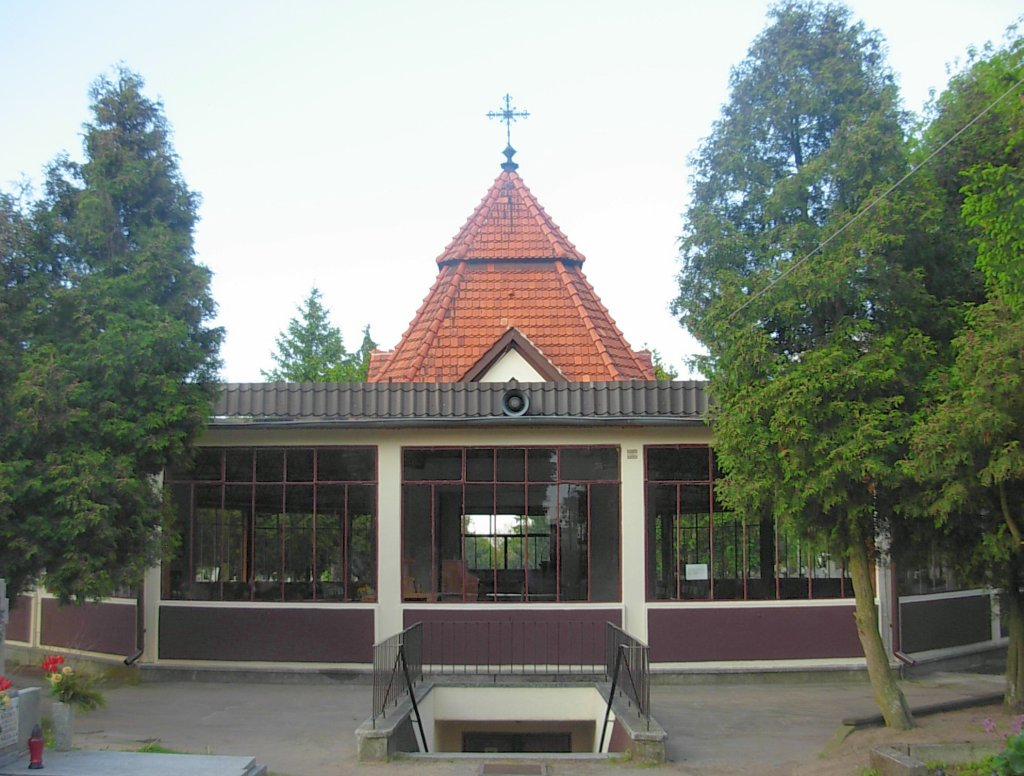
Kaplica w części parafialnej

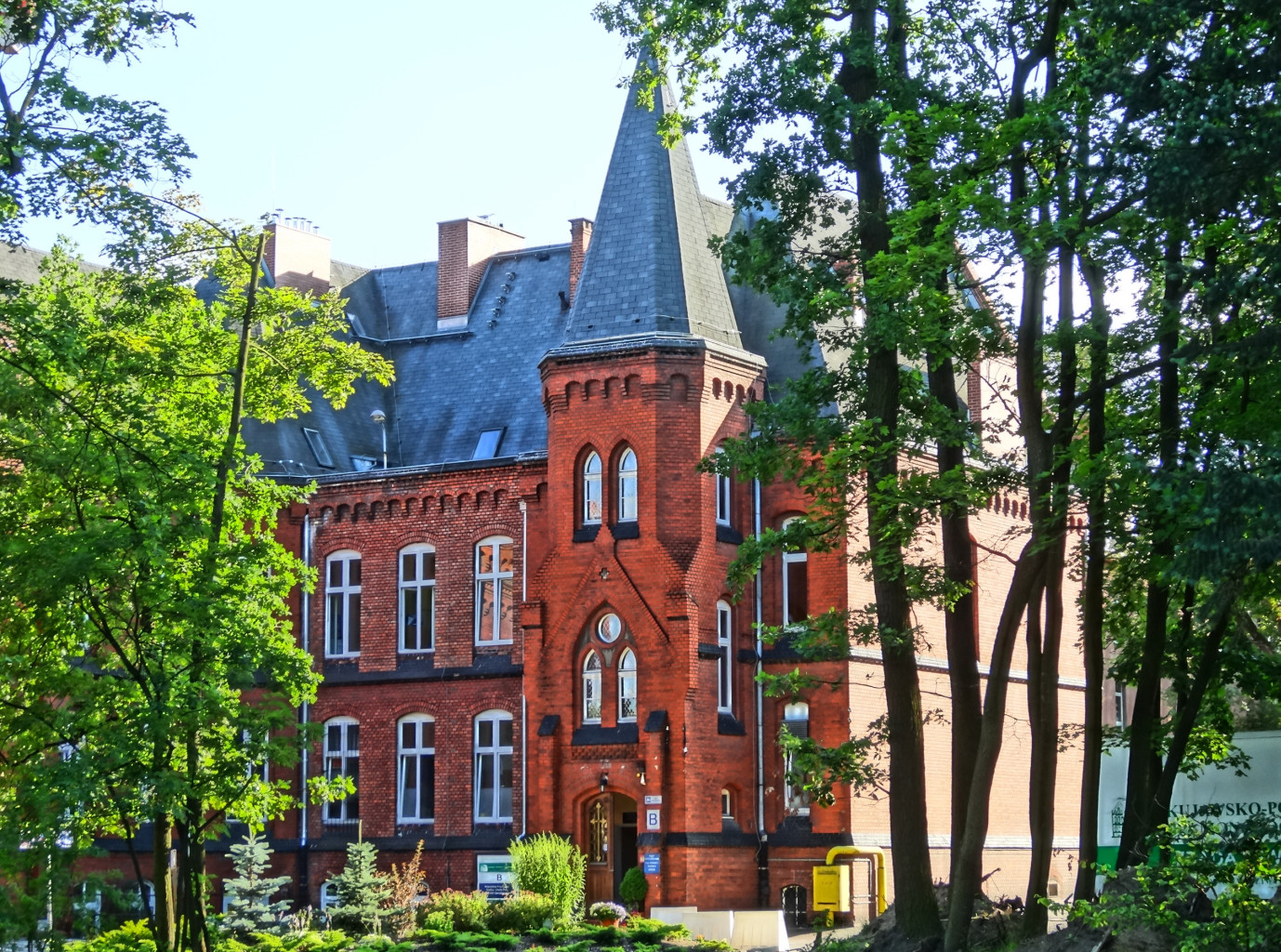
Zabytkowa część Kujawsko-Pomorskiego Centrum Pulmonologii (1886)

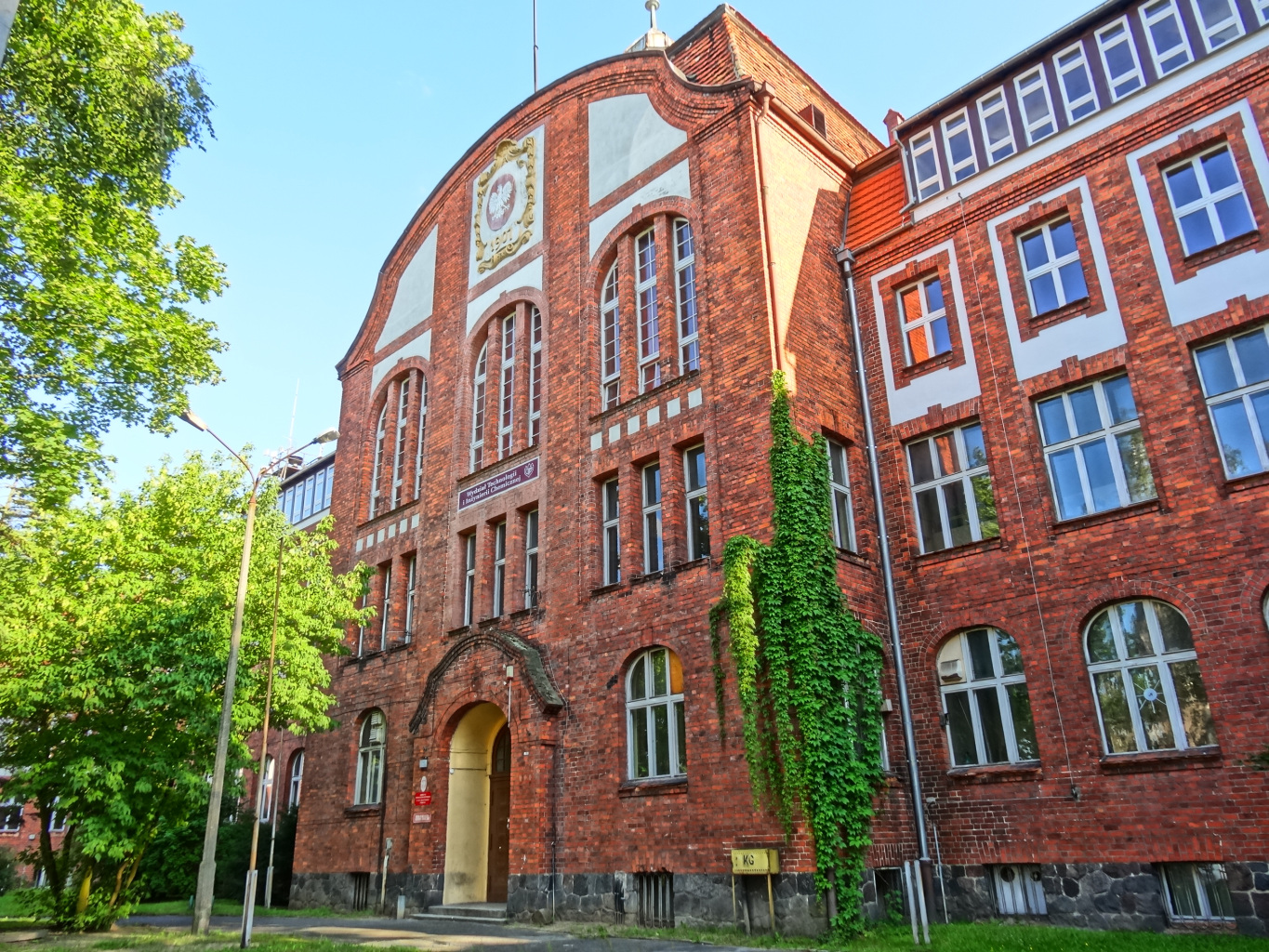
Zabytkowy budynek Wydziału Chemicznego Uniwersytetu Technologiczno-Przyrodniczego (1905)

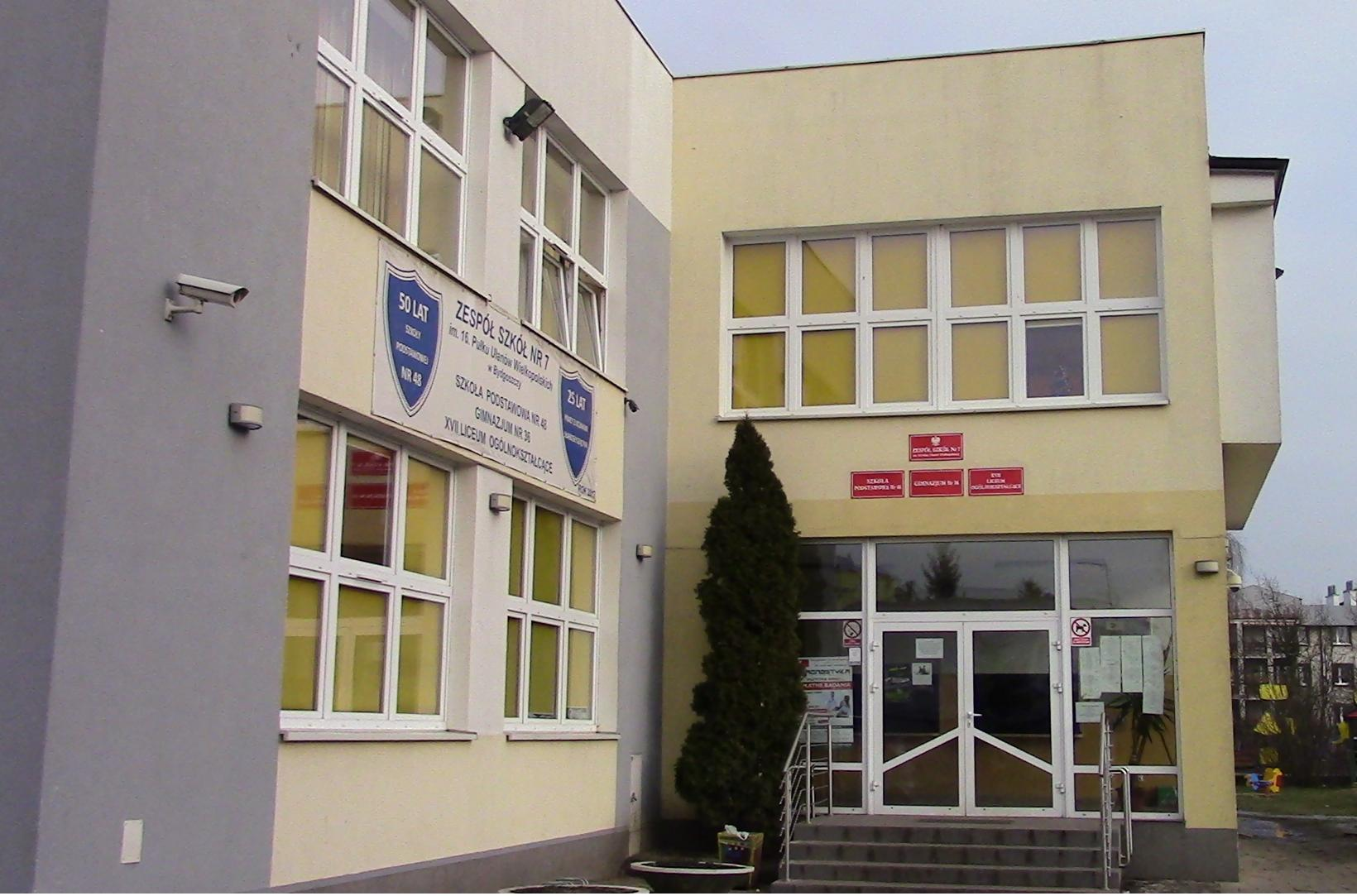
Zespół Szkół nr 7 im. 16 Pułku Ułanów Wielkopolskich

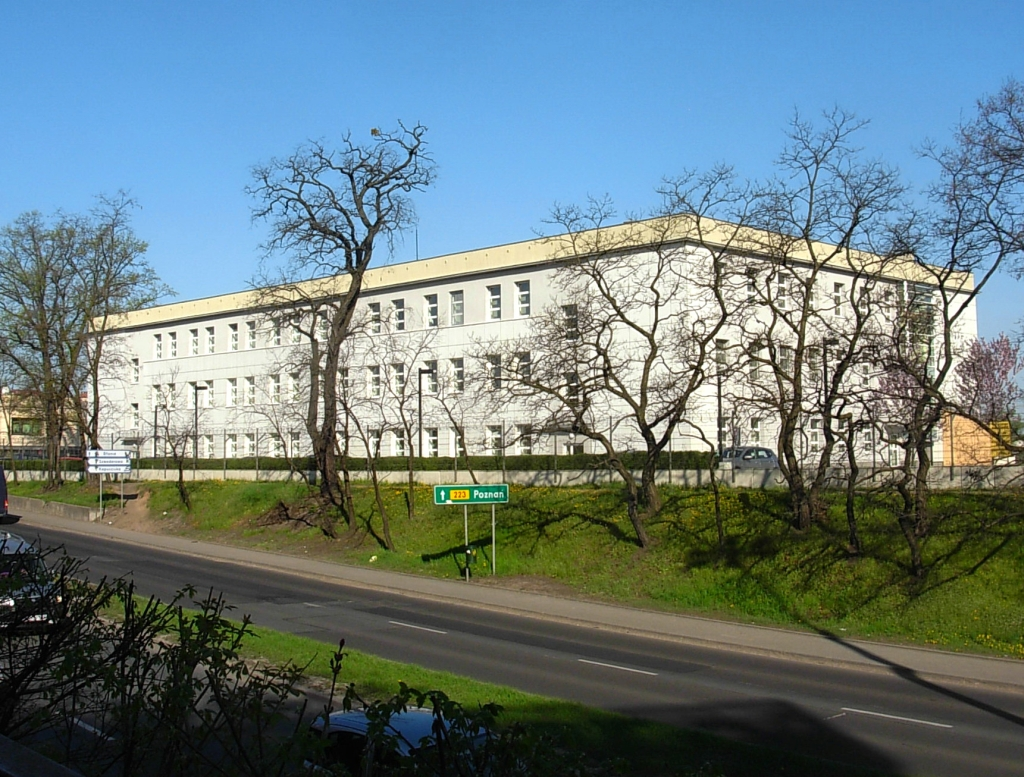
Centrum szkoleniowe NATO

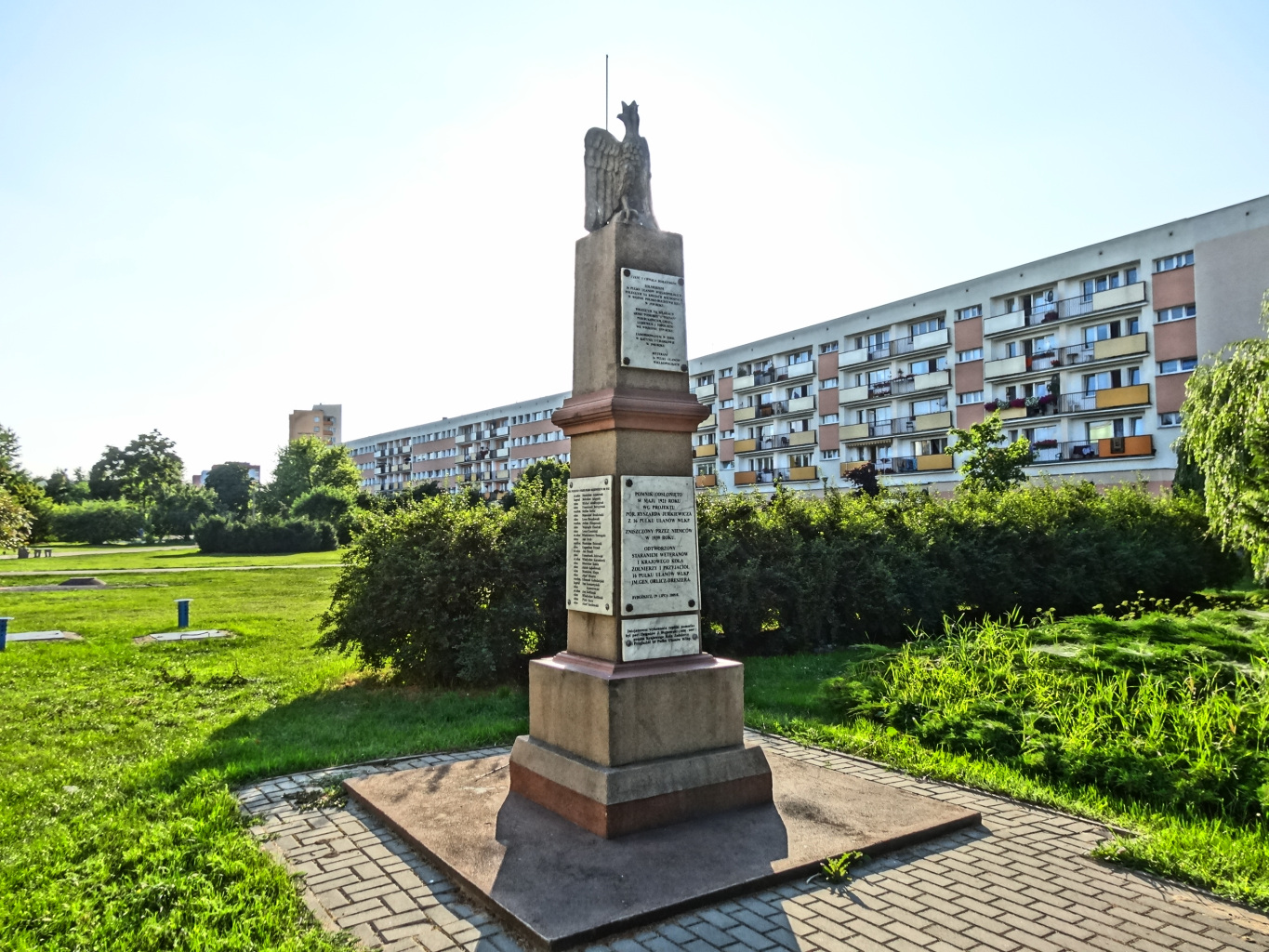
Pomnik 16 Pułku Ułanów Wlkp

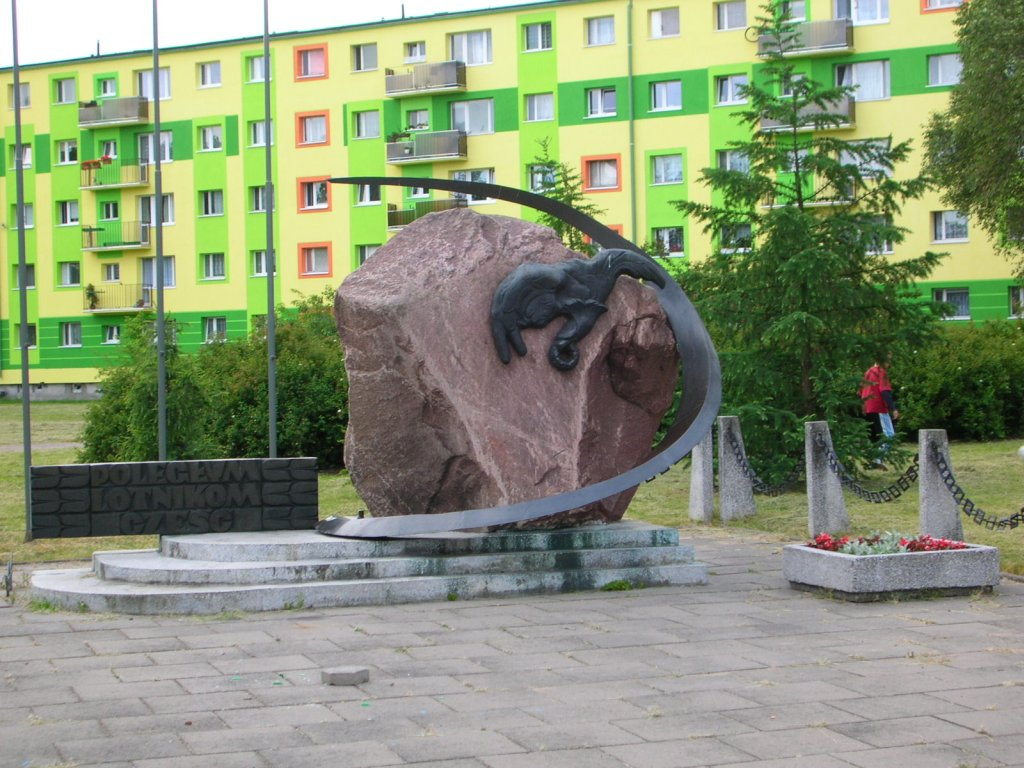
Pomnik Lotników Bydgoskich

Błonie – jednostka urbanistyczna (osiedle) miasta Bydgoszczy, położona w jego południowo-zachodniej części.

## Położenie
Błonie usytuowane jest w południowo-zachodniej części Bydgoszczy i zaliczane do osiedli tzw. Górnego Tarasu Bydgoszczy. Od północy sąsiaduje z osiedlami: Jary i Wilczak, natomiast od południa z osiedlami Szwederowo, Górzyskowo i Lotniskiem. Wschodni skraj osiedla graniczy z dawnym przedmieściem Poznańskim (Chwytowo), zaś na zachodzie linia kolejowa jest granicą Błonia i zarazem miasta Bydgoszczy.
Pod względem fizyczno-geograficznym osiedle leży w obrębie makroregionu Pradolina Toruńsko-Eberswaldzka, w mezoregionie Kotlina Toruńska i mikroregionie Miasto Bydgoszcz Południowe (terasa górna ok. 68–70 m n.p.m.).
Historycznie do obecnej jednostki urbanistycznej Błonie należy na wschodzie fragment zwany Koszary Ułańskie Błonie (32 ha, obszar między ulicami: Szubińską, 16 Pułku Ułanów Wielkopolskich, Koszarową, Wysoką i Seminaryjną) włączony do miasta w okresie 1867-1875, południowa część gminy Wilczak włączona do miasta w 1920 roku oraz las przy ul. Szubińskiej (66 ha) wcielony w 1961 roku

## Nazwa
Nazwa Błonie wywodzi się od wyrazu błonie, czyli łąka, pastwisko, równina i nawiązuje do dawnego placu ćwiczeń ułanów, który w latach 1920–1939 użytkował 16 Pułk Ułanów Wielkopolskich.

## Charakterystyka
Błonie jest jednolitym w formie architektonicznej osiedlem mieszkaniowym Bydgoszczy. Południową granicą osiedla jest ulica Szubińska, północną – ulice: Stawowa, Wysoka i Seminaryjna, zaś zachodnią – linia kolejowa nr 131. Centralną część Błonia zajmuje osiedle bloków wielorodzinnych wzniesione w latach 60. XX w. wraz z infrastrukturą towarzyszącą (szkoły, sklepy, targowisko, dom kultury itp.) Podstawowym elementem zabudowy są budynki czteropiętrowe, równocześnie znajduje się tu 16 punktowców 11-piętrowych. Między ulicami Stawową i Jana Ostroroga znajduje się zabudowa jednorodzinna z ogrodami. Na całym terenie, a zwłaszcza między blokami, znajdują się ciągi zieleni i dywany kwietne. Charakterystycznymi budynkami Błonia są tzw. „Falowiec” oraz „Mrówkowiec”. W części wschodniej znajdują się obiekty użyteczności publicznej: Kujawsko-Pomorskie Centrum Pulmonologii, Wydział Chemiczny Uniwersytetu Technologiczno-Przyrodniczego im. Jana i Jędrzeja Śniadeckich i Centrum Szkolenia Sił Połączonych NATO. W części zachodniej, w trójkącie ograniczonym ul. Szubińską, ks. Schulza i linią kolejową zlokalizowane są: park leśny z alejkami oraz przedsiębiorstwa prywatne i komunalne. Osiedle przecina droga wojewódzka – ul. Szubińska oraz powiatowa – ul. Władysława Broniewskiego.
Wśród infrastruktury osiedla znajdują się m.in. żłobek, trzy przedszkola, dwie szkoły podstawowe, trzy gimnazja, dwa licea ogólnokształcące oraz szkoły średnie, zawodowe. Akademiki na terenie osiedla posiada Uniwersytet Technologiczno-Przyrodniczy im. Jana i Jędrzeja Śniadeckich. Wśród obiektów kulturalnych wyróżnia się Młodzieżowy Dom Kultury nr 3. W rejonie ul. Seminaryjnej znajduje się Kujawsko-Pomorskie Centrum Pulmonologii – jeden z najstarszych bydgoskich szpitali założony w 1886 roku, który posiada oddział sanatoryjny w Smukale Górnej.
Do przedsięwzięć ujętych w „Planie Rozwoju Bydgoszczy na lata 2009-2014”, a dotyczących Błonia należą m.in.: rozbudowa Centrum Szkolenia Sił Połączonych NATO, rewitalizacja obiektów zabytkowych Uniwersytetu Technologiczno-Przyrodniczego oraz modernizacja budynku Zespołu Szkół nr 7.

### Ludność
W 1970 roku Błonie zamieszkiwało 24,4 tys. osób, 20 lat później – 19,0 tys. W kolejnych latach liczba mieszkańców spadała: w 1998 r. wynosiła 18,0 tys. osób, w 2004 – 16,0 tys., a w 2010 roku – 15,6 tys., jednak w 2012 r. wzrosła do 16,7 tys. mieszkańców.

### Rekreacja
Na terenie Błonia znajduje się ok. 14 ha terenów zieleni urządzonej i 7 ha zieleni nieurządzonej. Głównym obszarem rekreacyjnym dla Błonia jest park leśny o powierzchni 6 ha, położony na zachodnich rubieżach osiedla, skąd po przejściu przez linię kolejową można udać się do Puszczy Bydgoskiej (Lasu Miedzyńskiego). Pętla autobusowa przy ul. Szubińskiej jest początkiem dwóch pieszych szlaków turystycznych zaliczanych do grupy „szlaków Noteci":  szlaku Powstania Kościuszkowskiego wiodącego do Łabiszyna trasą przemarszu wojsk powstańczych gen. Henryka Dąbrowskiego w 1794 r. oraz  szlaku im. red. W. Rzeźniackiego wiodącego lasami do wsi Tur.

### Pomniki
W 1921 r. wzniesiono na Błoniu obelisk ku czci poległych żołnierzy 16 Pułku Ułanów Wielkopolskich. Monument zniszczyły w 1939 r. okupacyjne władze niemieckie. Pomnik odbudowano w 1973 r., zaś w 1996 r. przebudowano. Monument zyskał nową formę 29 lipca 2005 r. Na osiedlu znajduje się także obelisk Lotników Bydgoskich, a 27 kwietnia 2017 w parku 2 Korpusui Obrony Powietrznej odsłonięto tablicę pamiątkową poświęconą bydgoskim jednostkom lotniczym.
W połowie lipca 2020 przy Wojskowych Zakładach Lotniczych nr 2 przy ulicy Szubińskiej 107 postawiono jako pomnik samolot Su-22M4 o numerze taktycznym 2028.

## Historia

### Pole Ułańskie
Teren, na którym powstało Błonie położony między Szwederowem, Jarami i Wilczakiem nazywany był Polem Ułańskim. Był to duży, liczący 70 ha ziemi płaski teren porośnięty trawą, położony między ulicami: Szubińską i św. Jerzego (obecnie ul. Jana Ostroroga), torem kolejowym do Inowrocławia i zabudowaniami koszar ułańskich, wzniesionych w połowie XIX wieku. Nadawał się do przeprowadzana ćwiczeń, prób, podjazdów i szarż. W II połowie XIX wieku pruskie władze wojskowe w rejonie ul. Seminaryjnej urządziły plac ćwiczeń 3 Pułku Dragonów. Wobec zwiększenia liczby wojsk teren okazał się za mały. W tej sytuacji w 1882 r. władze wojskowe zakupiły od folwarku Wilczak Wielki kolejną partię terenu. Wkrótce teren Koszar Ułańskich Błonie (od ul. Dolina do ul. 16 Pułku Ułanów Wlkp) o łącznej powierzchni 32 ha włączono w obszar administracyjny Bydgoszczy.
W 1913 roku władze wojskowe w uzgodnieniu z magistratem Bydgoszczy przeznaczyły pole ćwiczeń dla celów lotnictwa wojskowego. Próby założenia na tym terenie lotniska oraz budowę hangaru przerwał wybuch I wojny światowej. Do planów władze niemieckie powróciły w 1916 roku Tym razem jednak pod lotnisko wybrano teren po południowej stronie ul. Szubińskiej (tzw. Müllershof – polskie Biedaszkowo), zaś pole ułańskie na Błoniu zachowało swoją dotychczasową funkcję.
W kwietniu 1920 roku do miasta Bydgoszczy wcielono gminę Wilczak Wielki, której południowy fragment (między ul. 16 Pułku Ułanów Wlkp, ul. ks. Schulza i ul. Szubińską) stanowi obecnie część Błonia. W dwudziestoleciu międzywojennym pole ćwiczeń na Błoniu użytkował m.in. stacjonujący w Bydgoszczy 16 Pułk Ułanów Wielkopolskich dywizji Gustawa Orlicz-Dreszera. Plac ćwiczeń stopniowo zmniejszano. W 1933 roku wojsko przekazało 4 ha ziemi na cmentarz parafialny Św. Trójcy, a 6 ha przeznaczono pod budowę domków jednorodzinnych. Dla wojska pozostał teren o wielkości 60 ha, nadal służąc jako pole ćwiczeń ułańskich, a także zabawom młodzieży z Wilczaka, Górzyskowa i Szwederowa. Jak pisze Wincenty Gordon, w pogodne dnie górowały tu latawce. W opinii mieszkańców Szwederowa była to „piaszczysta pustynia, przez którą przejść pieszo do dzielnicy Jary było bardzo trudno”.

### Osiedle Błonie
Po II wojnie światowej w planach zagospodarowania przestrzennego miasto podzielono na nowe jednostki urbanistyczne. Z Wilczaka Wielkiego wydzielono osiedla Jary i Błonie. W 1957 r. rozpisano konkurs architektoniczno-urbanistyczny dotyczący koncepcji zagospodarowania osiedla Błonie, który wygrał rok później zespół architektów z Warszawy. Koncepcja zagospodarowania przestrzennego osiedla Błonie wyróżniała je spośród innych osiedli w Bydgoszczy poprzez uwzględnienie zieleni rekreacyjnej oraz ośrodków usługowych.
Budowę osiedla rozpoczęto w 1960 r. na terenie całkowicie wolnym od zabudowy, uzbrojonym zawczasu w wodociąg, kanalizację, gaz, ciepłociąg i ciepłą wodę. Inwestycje realizowały spółdzielnie mieszkaniowe, w tym przede wszystkim Bydgoska Spółdzielnia Mieszkaniowa. Program i granice osiedla ulegały kilkakrotnym zmianom w toku projektowania, a również w realizacji. Pierwotnie zespół mieszkaniowy projektowano dla 15 tys. mieszkańców, zaś po kolejnych korektach planów zagospodarowania zrealizowany został dla 20 tys. osób. W lutym 1963 roku oddano do użytku zespół 24 szeregowych budynków jednorodzinnych przy ul. Ludwika Waryńskiego 3-49 (te 3-4 pokojowe budynki zaczęto zasiedlać już latem 1962). Następnie plany zweryfikowano na rzecz budowy budynków wyższych. Najpierw trzypiętrowe budynki powstały przy obecnej ul. Romana Abrahama. Potem realizowano także bloki czteropiętrowe. 22 marca 1963 roku na sesji Miejskiej Rady Narodowej nadano nazwy pierwszym ulicom na Błoniu: Bojowników PPR, Marcelego Nowotki i Ludwika Waryńskiego.
Błonie było pierwszym w Bydgoszczy placem budowy mieszkań, na który wkroczyły uprzemysłowione technologie budowy. Budynki o wysokości 5 i 11 kondygnacji były montowane z prefabrykowanych płyt ściennych i stropowych, a także posiadały pełną prefabrykację pozostałych elementów. Elementy te były dostarczone na plac budowy z odległych o ok. 3 km Zakładów Prefabrykacji w Białych Błotach. Podczas realizacji kierowano się obowiązującą wówczas zasadą tzw. budownictwa oszczędnościowego, narzucającego skromne standardy jakościowe dotyczące powierzchni i wyposażenia mieszkań.
W 1967 roku powstały pierwsze wysokie budynki przy ul. Janusza Korczaka 2 i 4. Kontynuacją osiedla był budowany w latach 1968-1969 zespół mieszkaniowy w rejonie ulic: Wysoka, Koszarowa i Stawowa, który stał się jego integralną częścią. Do końca lat 60. zrealizowano w całości plany dotyczące budownictwa mieszkaniowego, zaś w latach 1971–1975 trwała budowa centrum handlowo-usługowego zaprojektowanego przez inż. arch. Zdzisława Kozłowskiego. Zieleń na osiedlu zaprojektował dr inż. Aleksander Pietrzak.
W 1966 r. oddano do użytku szkołę przy ul. Stawowej 41. Otwarcia dokonał Kazimierz Maludziński – ówczesny przewodniczący Prezydium MRN. Patronem ustanowiono Jana Kasprowicza. Placówka należała do 11 oddanych w Bydgoszczy tzw. szkół tysiąclecia, budowanych na obchody Tysiąclecia Państwa Polskiego.
Błonie było jednym z nielicznych osiedli bydgoskich, zrealizowanych kompleksowo, ze szkołami, przedszkolami, żłobkami, służbą zdrowia, pocztą i placówkami kultury. Trudności w latach 70. sprawiały jedynie połączenia komunikacyjne osiedla z miastem. Początkowo jedyna trasa – ul. Szubińska była w przebudowie, a trakcja autobusowa ze względu na brak taboru nie była w stanie obsłużyć olbrzymiej liczby pasażerów. Planowana wzdłuż ul. Szubińskiej linia tramwajowa, pomimo znacznego stopnia zaawansowania robót, nie została ostatecznie dokończona, a położone już torowiska zostały w początku lat 80. XX wieku rozebrane.
Na Błoniu założono także placówki kulturalno-oświatowe, z których na szczególną uwagę zasłużył Klub „Czołówka” przy ul. Stefana Okrzei, a także powstały w 1975 roku Dom Kultury „Orion”, znany w całej Bydgoszczy (swoją siedzibę znalazł w nim założony w 1956, najstarszy w Polsce, Bydgoski Klub Szaradzistów). Zadbano także o tereny zielone. Przy ul. ks. Józefa Schulza zagajnik leśny zaadaptowano na park, zaś w centrum osiedla urządzono skwery: im. Władysława Dunarowskiego (między ul. Stefana Okrzei 2 a targowiskiem) oraz skwer przed tzw. falowcem (od ul. Broniewskiego do ulicy 16 Pułku Ułanów Wielkopolskich)
Błonie w latach 70. ceniono za spokój, architektoniczną kulturę i zieleń. W licznych konkursach i rankingach osiedle zdobywało miano „najpiękniejszej dzielnicy Bydgoszczy”, np. w 1975 roku w rankingu „Ilustrowanego Kuriera Polskiego”, w 1977 roku zajęło 3. miejsce w konkursie krajowym, zaś w 1984 roku zdobyło I nagrodę w ogólnopolskim konkursie „Sport-rekreacja w naszym osiedlu”. Przez szereg lat swego rodzaju symbolem osiedla były restauracja „Michał” i kawiarnia „Baśka”. Według prasowych zapowiedzi miały one powstać pod koniec 1971 r. i posiadać imiona sienkiewiczowskich bohaterów „Zbyszko” i „Jagienka”. Termin oddania lokali do użytku przekładano na kolejne miesiące 1972 r. Ostatecznie „Michał” i „Baśka” pierwszych klientów przyjęły pod koniec 1973 r. W 2011 r. lokal zamknięto.
Dziś osiedle Błonie stanowi głównie jednolitą jednostkę administracyjną Bydgoskiej Spółdzielni Mieszkaniowej, zamieszkałą przez ponad 15 tys. osób. Dominują budynki czteropiętrowe, jest także 16 bloków jedenastopiętrowych (12 w gestii BSM). Od połowy lat 90. XX w. dokonano szeregu remontów substancji mieszkaniowej: wymiany drzwi, okien, remontów balkonów i loggii, termomodernizacji budynków, modernizacji instalacji (gazowej, ciepłowniczej, wodomierze, domofony, monitoring).
W 2007 roku na terenie osiedla otwarto nową siedzibę Centrum Szkolenia Sił Połączonych NATO (ang. Joint Force Training Centre), a w 2013 roku - siedzibę Prokuratury Okręgowej.
W 2020 nowo powstałe rondo u zbiegu ulic Stawowej i Broniewskiego otrzymało imię Grażyny Kufel, wieloletniej radnej miejskiej z Błonia.
W 2021 rosnąca między ul. Szubińską (przy nr 24) a Morcinka topola czarna odmiany włoskiej została uznana za bydgoskie drzewo roku.
W 2022 na budynku przy ul. Szubińskiej 22 powstał mural o wymiarach niemal 12 metrów szerokości i ponad 34 metry wysokości i powierzchni 408 metrów kwadratowych, przedstawiający parasol z drzew, chroniący takie bydgoskie zabytki, jak katedra i spichrze. Konkurs na zaprojektowanie i realizację muralu przy Szubińskiej ogłosiło Nadleśnictwo Bydgoszcz. Projekt miał przedstawiać cykl życia drzewa oraz korzyści płynące z lasu i troskę o środowisko naturalne, a użyte do malowania farby usuwają z powietrza tlenek azotu.

## Rada Osiedla
Pod względem administracyjnym Błonie tworzy jednostkę pomocniczą samorządu Miasta Bydgoszczy. Rada Osiedla Błonie mieści się przy ul. Broniewskiego 1 w filii Biblioteki Miejskiej.

## Infrastruktura

### Edukacja
- Wydział Technologii i Inżynierii Chemicznej Politechniki Bydgoskiej w Bydgoszczy
- Zespół Szkół Elektrycznych (Technikum Elektryczno-Energetyczne i Branżowa Szkoła I stopnia Elektryczna),
- Zespół Szkół nr 7 im. 16 Pułku Ułanów Wielkopolskich (SP 48, Gimnazjum nr 36, XVII LO),
- IV LO,
- Międzynarodowy Zespół Szkół UKW dla dzieci oficerów NATO (były MDK nr 3)
- Zespół Szkół i Placówek Nr 1, w skład którego wchodzą: Szkoła Podstawowa nr 62 oraz Miejski Dom Kultury nr 3 (MDK 3)

### Budynki użyteczności publicznej
- Kujawsko-Pomorskie Centrum Pulmonologii
- Komisariat Policji Bydgoszcz - Błonie,
- Prokuratura Okręgowa w Bydgoszczy[30]
- Przychodnia Rejonowa NZOZ „Błonie”,
- Hotel „Ikar”

### Zabytki
- Zespół katolickiego seminarium nauczycielskiego, obecnie w gestii Politechniki Bydgoskiej im. Jana i Jędrzeja Śniadeckich (1905–1907);
- Kujawsko-Pomorskie Centrum Pulmonologii (dawny szpital diakonisek zał. w 1886 roku)

### Przemysł i handel
- Bazy i Systemy Bankowe Sp. z o.o. – przedsiębiorstwo należące do NBP, producent oprogramowania;
- Komunalne Przedsiębiorstwo Energetyki Cieplnej Sp. z o.o.;
- Spółdzielnia Produkcji Spożywczej „Tosta”;
- Cukiernia „Sowa”;
- Targowisko Błonie;
- dyskonty spożywcze (Netto, Sklep Polski, Biedronka, Pepco, Delikatesy Centrum, Rossmann, Żabka)

### Obiekty sakralne
Zarówno kościół parafialny Chrystusa Króla, jak i cmentarz katolicki Trójcy Świętej znajdują się poza obszarem osiedla na styku z jednostkami Wilczak i Jary. Pierwotnie osiedle należało do Parafii Miłosierdzia Bożego.

### Obiekty sportowe i rekreacyjne
- zespół typu Orlik 2012 – ul. Stawowa 53
- hala sportowa – ul. Waryńskiego 1
- zespół basenów (pływackiego 6-torowego o głębokości 1,2-1,8 m, rekreacyjnego o głębokości 1,35 m i brodzika dla dzieci o głębokości 15–30 cm) z 55-metrową zamkniętą zjeżdżalnią, widownią na 160 miejsc (138 siedzących), jacuzzi, suchą sauną i salą fitness; w budowie od lipca 2013, oddany do użytku 5 marca 2015; koszt 23 mln zł - przy Zespole Szkół Ogólnokształcących nr 4, ul. Stawowa 39
- trzy place zabaw (ul. Waryńskiego 1, skwer im. Dunarowskiego, ul. ks. Schulza) wybudowane w ramach Bydgoskiego Budżetu Obywatelskiego

Osiedle posiada ścieżkę rowerową biegnącą wzdłuż ul. Szubińskiej i ul. ks. Schulza. Studium transportowe, opracowane dla miasta, do 2015 roku przewiduje realizację wielu połączeń w obszarze Błonia.

### Obiekty wojskowe
- Centrum Szkolenia Sił Połączonych NATO

W 2009 roku poinformowano, iż w przyszłości powstanie tu także siedziba Dowództwa Batalionu Łączności NATO

### Kultura
Na terenie osiedla działa Dom Kultury „Orion”. Oprócz działalności kulturalnej wyżej wymienionego DK, na Błoniu cyklicznie odbywają się różnego rodzaju wydarzenia kulturalno-muzyczne takie jak Rodzinny Festyn Muzyczny pn. „Muzyczne Błonie”.

## Komunikacja

### Komunikacja kolejowa
Na terenie osiedla znajduje się oddany do użytku 12 czerwca 2016 roku przystanek osobowy Bydgoszcz Błonie. Na przystanku zatrzymują się tylko pociągi Regio.
Przystanek ten zbudowano kilkadziesiąt lat po pierwszych zapowiedziach jego budowy. W 1989 mad torami kolejowymi zrealizowano kładkę łączącą osiedle Błonie z Miedzyniem, mającą być pierwszym etapem budowy w tym miejscu stacji (śladem tej koncepcji były przez wiele lat „ślepe” schody, które prowadziły do niewybudowanych peronów). W wyniku nieporozumień na linii miasto – PKP stacja wówczas nie powstała. Do planów powrócono w 2010 w związku z proponowaną, lecz wkrótce zarzuconą budową linii kolejowej do portu lotniczego Bydgoszcz. Ostatecznie, w lipcu 2015 przystąpiono do realizacji przystanku w obecnej formie.

### Komunikacja tramwajowa
Pierwsza koncepcja połączenia tramwajowego do osiedla Błonie pochodzi z 1960 roku, kiedy znalazła się w uchwalonym wówczas planie urbanistycznym miasta. W 1968 roku Biuro Studiów i Projektów Komunikacji Miejskiej przedstawiło projekt nowego układu komunikacyjnego, w którym uwzględniono linię tramwajową na Błonie od ulicy Nakielskiej, wzdłuż ul. Czerwonego Krzyża (1,9 km). Założenia te potwierdzono w planie z 1971 roku. W 1975 r. powstał nowy pomysł na poprowadzenie linii tramwajowej na Błonie – wzdłuż ul. Kruszwickiej, Szubińskiej i ks. Schulza do przystanku kolejowego Bydgoszcz Błonie. W 1977 r. władze miejskie uchwaliły „Program Rozwoju Urządzeń Komunalnych w mieście Bydgoszczy do 1990 r.”, w którym przewidywano etapowe przejście trakcji tramwajowej z toru wąskiego na normalny. Trasa na górnym tarasie miasta od Zachemu do Błonia miała posiadać szeroki rozstaw torów, powszechny w Polsce. W związku z tym w 1978 roku rozpoczęto budowę szerokotorowej linii tramwajowej na ul. Szubińskiej (od ul. Schulza do ul. Gnieźnieńskiej). Prace kontynuowano do Sierpnia 1980, częściowo w czynie społecznym. W sumie ułożono 700 m torów. Późniejszy kryzys gospodarczy wstrzymał prace oraz uświadomił, że zmiana szerokości torów w całym mieście była niewykonalna i zbyt kosztowna, z końcem 1981 r. powrócono więc do koncepcji torów o prześwicie 1000 mm. W grudniu 1983 r. powstał nowy projekt trasy tramwajowej na Błonie: od węzła Grunwaldzkiego, ul. Kruszwicką i Szubińską do skrzyżowania z ul. Gnieźnieńską, gdzie w przyszłości linia miała być połączona z tramwajem górnego tarasu miasta. Nie doszło jednak do realizacji trasy, lecz przeciwnie w 1985 r. rozebrano torowisko na ul. Szubińskiej, zaś materiał wykorzystano do remontów innych tras tramwajowych w mieście.

### Komunikacja miejska

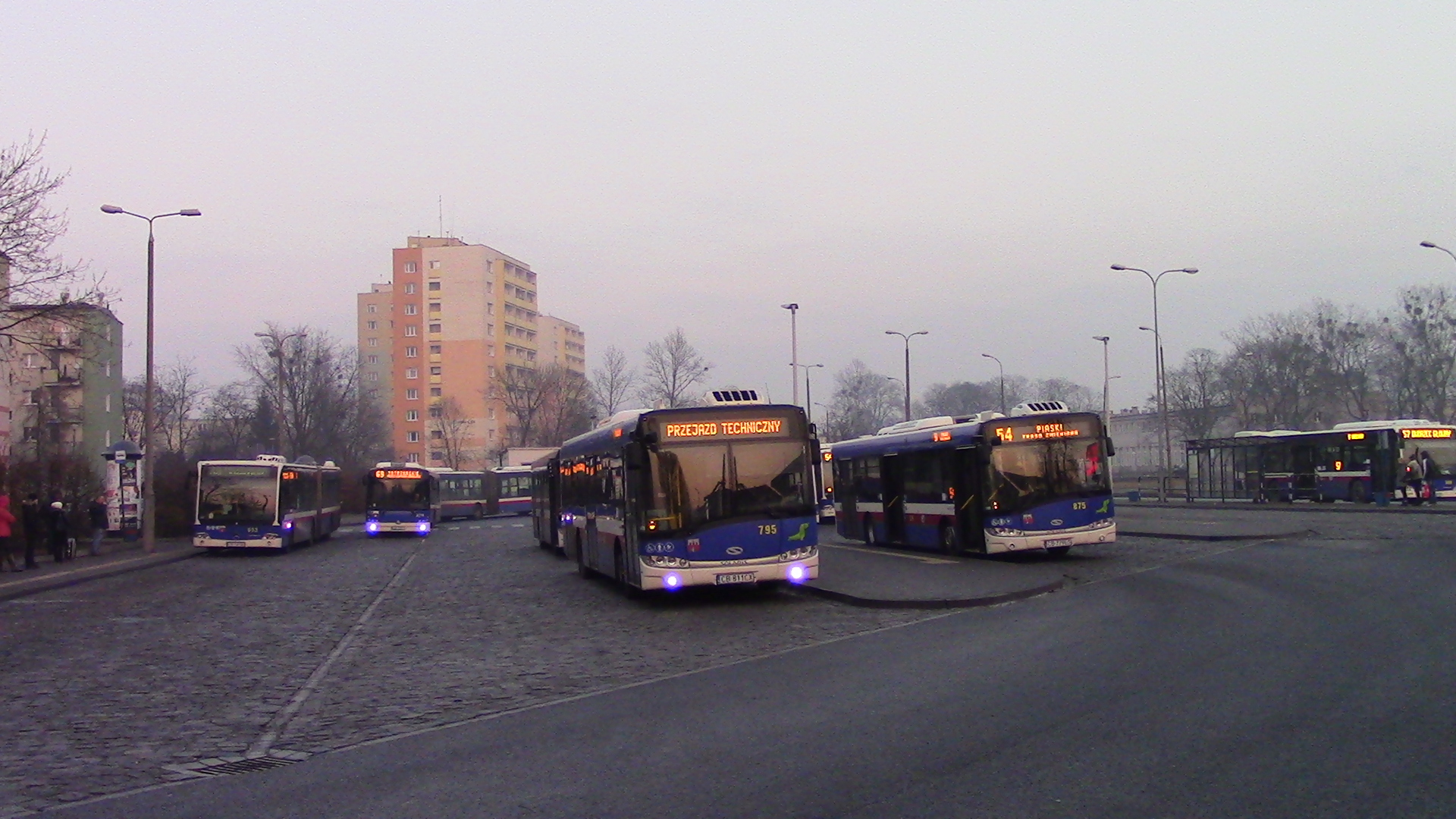
Pętla Autobusowa Błonie

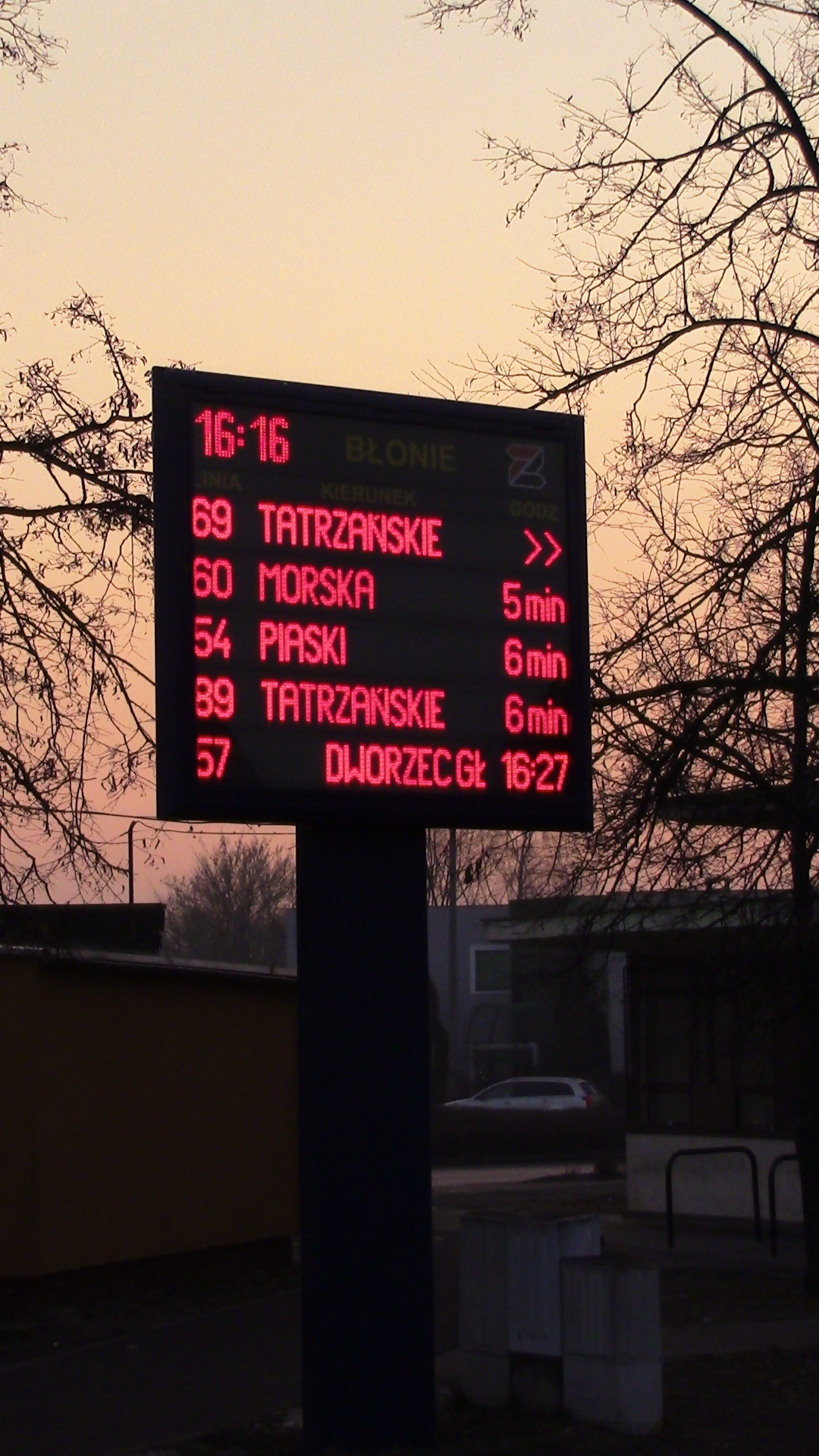
Tablica Informacyjna (Pętla Błonie)

Wszystkie linie poza linią 64 przejeżdżają przez pętlę Osiedle Błonie, która w roku 2014 w ciągu 5 miesięcy (od marca do lipca) poddana została remontowi kapitalnemu (koszt 1,55 mln zł).
- Linie autobusowa

| Linia | Kierunek trasy ↔                                                                                |
| ----- | ----------------------------------------------------------------------------------------------- |
| 52    | Błonie - Dworzec Leśne (w oznaczonych kursach 52M - Myślęcinek i 52P - Podkowa)                 |
| 53    | Dworzec Błonie - Kapuściska                                                                     |
| 54    | Błonie - Piaski przez Żeglarską (w oznaczonych kursach 54S - Smukała) i 54P - przez Pileckiego) |
| 57    | Błonie - Dworzec Główny                                                                         |
| 59    | Błonie - Kapuściska (w oznaczonych kursach 59Ł - Łęgnowo)                                       |
| 60    | Błonie - Morska                                                                                 |
| 64    | Barwna - Przemysłowa                                                                            |
| 69    | Błonie - Tatrzańskie (przez Centrum Onkologii)                                                  |
| 89    | Błonie - Tatrzańskie (przez Politechnikę)                                                       |

- Linia Autobusowa Nocna

| Linia | Kierunek trasy ↔                                                         |
| ----- | ------------------------------------------------------------------------ |
| 32N   | Dworzec Błonie – Tatrzańskie (w oznaczonych kursach do Łoskoń/Zajezdnia) |

- Linie Autobusowe Dzienne Międzygminne

| Linia | Kierunek trasy ↔                                                              |
| ----- | ----------------------------------------------------------------------------- |
| 42    | Błonie - Błonie przez Kruszyn Krajeński                                       |
| 91    | Błonie - Przyłęki (w oznaczonych kursach przez Kruszyn Krajeński)             |
| 92    | Błonie – Murowaniec - Drzewce (Łochowo w oznaczonych kursach)                 |
| 96    | Błonie - Trzciniec - Przyłęki (w oznaczonych kursach przez Kruszyn Krajeński) |

Ulice na Błoniu
- 11 Dywizjonu Artylerii Konnej
- 16 Pułku Ułanów Wielkopolskich (pierwotnie Bojowników PPR)
- generała Antoniego Madalińskiego (od nr 2 do 8)
- Eugeniusza Połtyna
- generała Amilkara Kosińskiego (od nr 1 do 5 i od 2 do 4) – utwardzona w 2017 przy partycypacji finansowej mieszkańców (koszt całkowity 367 tys. zł)[36]
- Gustawa Morcinka
- Jana Brzozogłowego (od nr 1 do 3 i od 2 do 6)
- Jana Ostroroga
- Janusza Korczaka
- Konstantego Ildefonsa Gałczyńskiego
- Koszarowa
- księdza Józefa Schulza (pierwotnie Feliksa Dzierżyńskiego)
- Ludwika Waryńskiego
- Marcina Kasprzaka
- Marcina Orłowity (od nr 1 do 5 i od 2 do 2a)
- Michała Drzymały
- Na Wzgórzu
- Romana Abrahama (pierwotnie Marcelego Nowotki)
- Romana Dmowskiego (pierwotnie Pawła Findera)
- Seminaryjna
- Skwer 16 Pułku Ułanów Wielkopolskich
- Skwer im. Władysława Dunarowskiego
- Słupskich (od nr 1 do 3 i od 2 do 4)
- Stawowa
- Stefana Okrzei
- Szubińska
- Szwoleżerów
- Ułańska (od nr 26 do końca i od 29 do końca)
- Władysława Broniewskiego
- Władysława IV (od nr 1 do 5a)
- Wysoka